# 1540-1549
De jaren 1540-1549 (van de christelijke jaartelling) zijn een decennium in de 16e eeuw.

## Belangrijke gebeurtenissen

### Italiaanse Oorlogen
- 1541 : Antonio Rincon, Frans ambassadeur, wordt vermoord.
- 1542 : Een nieuwe Italiaanse Oorlog breekt uit.
- 1543 : Beleg van Nice. Samen met de Ottomanen veroveren de Fransen, Nice, een stad in het Hertogdom Savoye.
- 1544 : Beleg van Boulogne. Samen met Hendrik VIII valt Keizer Karel Frankrijk aan.
- 1544 : Vrede van Crépy. Wegens financiële problemen staakt Keizer Karel de oorlog.
- 1546 : Verdrag van Ardres. Boulogne wordt teruggeven aan Frankrijk in ruil voor een flinke geldsom.
- 1547 : Koning Frans I van Frankrijk sterft, hij wordt opgevolgd door zijn zoon Hendrik II.

### Heilig Roomse Rijk
- 1541 : Dieet van Regensburg. Keizer Karel probeert de geschillen in het christendom te regelen.
- 1542-1544 : Rijksdagen van Spiers. De Protestantse Duitse vorsten worden onder druk gezet om de keizer te helpen bij de bevrijding van Boedapest uit Osmaanse handen. Daarbij wordt landgraaf Filips I van Hessen gechanteerd met zijn bigamistisch tweede huwelijk.
- 1545 : Concilie van Trente. Keizer Karel dwingt Paus Paulus III stappen te ondernemen.
- 1546-1547 : Schmalkaldische Oorlog. De protestanten worden niet uitgenodigd op het concilie, het komt tot een openlijke breuk tussen katholieke en "protestantse" vorsten.
- 1547 : Slag bij Mühlberg. Keizer Karel verslaat het Schmalkaldisch Verbond.
- 1548 : Interim van Augsburg. Een poging tot vergelijk.

### Lage Landen
- 1540 : Gentse rebellie. Keizer Karel slaat de opstand neer en verplicht de Gentenaars grote delen van de Sint-Baafsabdij en het Sint-Baafsdorp af te breken voor de aanleg van het Castrum Novum ("Nieuw Kasteel"), het latere Spanjaardenkasteel. De straf eindigt met een Amende honorable.
- 1540 : Hendrik VIII van Engeland huwt met Anna van Kleef de zus van Willem V van Kleef.
- 1541 : Willem V van Kleef trouwt met Johanna van Albret, een nicht van koning Frans I van Frankrijk. Dat is voor keizer Karel een brug te ver.
- 1542 : De Gelderse veldheer Maarten van Rossum maakt een grote plundertocht door Brabant, waarbij hij Antwerpen en Leuven aanvalt en het platteland teistert.
- 1543 : Traktaat van Venlo. Willem V van Kleef wordt verslagen, ziet af van zijn rechten en erkent de Habsburgse vorst Karel V als hertog van Gelre.
- 1543 : De Zeventien Provinciën zijn gevormd.
- 1548 : Transactie van Augsburg. De Zeventien Provinciën worden tot een staatkundig geheel gemaakt en worden feitelijke onafhankelijk.
- 1549 : Pragmatieke Sanctie. Keizer Karel bepaalt dat de Zeventien Provinciën voortaan ondeelbaar zijn en bij overerving over zullen gaan binnen de mannelijke en vrouwelijke lijn van zijn familie.

### Engeland
- 1540 : Hendrik VIII scheidt van Anna van Kleef en kiest voor Catharina Howard.
- 1542 : Catharina Howard wordt onthoofd wegens overspel.
- 1542 : Hendrik VIII van Engeland wordt koning van het Koninkrijk Ierland.
- 1542 : Slag bij Solway Moss. Jacobus V van Schotland weigert zich te bekeren tot het protestantisme. Kort na de nederlaag sterft Jacobus.
- 1543 : Rough Wooing. Hendrik VIII eist de hand van de pasgeboren koningin Maria I van Schotland voor zijn zoon Edward VI.
- 1543 : Koning Hendrik VIII van Engeland huwt met Catharina Parr.
- 1547 : Hendrik VIII sterft, zijn zoon Edward VI volgt hem op, de broer van zijn moeder Edward Seymour wordt Lord Protector.

### Rusland
- 1547 : Ivan IV van Rusland wordt de eerste tsaar van het Tsaardom Rusland.

### Azië
- Sher Shah Suri, de Afghaanse gouverneur van Bihar, verjaagt de Mogolkeizer Humayun naar Perzië, om daarna vijf jaar het noorden van India te regeren. Gedurende deze vijf jaar weet hij zowel het leger als het bestuur ingrijpend te hervormen, maatregels waar de Mogols in de erop volgende eeuw hun succes deels aan te danken zullen hebben. Hij laat het fort Purana Qila voltooien.

- 1543 : Begin van de Portugees-Japanse handel via het eiland Tanegashima.
- 1549 : Missie van de jezuïeten in Japan. Franciscus Xaverius arriveert in Japan.

### Amerika
- ca1540 : Duarte Coelho, die naast suikerrietplantages, ook koffie en katoen teelt in Koloniaal Brazilië, laat zwarte slaven uit Guinee (Afrika) overkomen.
- Ontdekking van zilver tussen 1542 en 1545 in de Cerro de Potosí. De zilverertswinning vindt plaats met behulp van watermolens waarvoor een watersysteem van aquaducten en kunstmatige meren wordt aangelegd. Het zilvererts wordt direct op grote schaal ontgonnen, om als zilver naar Spanje te worden verscheept.
- 1546 : Juan de Tolosa ontdekt nabij Zacatecas rijke zilveraders. Zacatecas groeit al snel uit tot een van de belangrijkste mijnbouwcentra van Mexico. Zilver uit Zacatecas en Potosí in Bolivia wordt gemunt en met het Manillagaljoen en de Zilvervloot over de wereld verscheept.
- 1549 : Gouvernaat van Rio de la Plata wordt gecreëerd.

### Ontdekkingsreizen
- 1540 : Francisco Vásquez de Coronado gaat op zoek naar de legendarische Zeven Steden van Cibola.
- 1541 : Hernando de Soto ontdekt de rivier de Mississippi.
- 1542 : Francisco de Orellana vaart de Amazone op.
- 1543 : De Spaanse ontdekkingsreiziger Ruy López de Villalobos wordt door gouverneur Mendoza van Nieuw Spanje uitgestuurd om nieuwe zeewegen te verkennen. Hij ontdekt Palau, Roca Partida en San Benedicto in de Revillagigedo Archipel.. Hij ontdekt de Filipijnen, dat land dankt zijn huidige naam, "Las Islas Filipinas" naar de kroonprins van Spanje Filips.

## Wetenschap
- 1543 : De humani corporis fabrica libri septem (Zeven boeken over de bouw van het menselijk lichaam) is een anatomieboek geschreven door Andreas Vesalius, gepubliceerd in Bazel. De serie bestaat uit een zevental boeken, die ieder een ander onderdeel van de anatomie behandelen.
- 1543 : De Revolutionibus Orbium Coelestium (Over de omwentelingen der hemellichamen) van Nicolaus Copernicus verschijnt. Copernicus beschrijft een heliocentrisch model voor het zonnestelsel.
- 1544 : Stichting van de eerste botanische tuinen in de wereld: de Orto botanico di Pisa, de Orto botanico di Padova en de Giardino dei Semplici (Florence).

<< · 1540 · 1541 · 1542 · 1543 · 1544 · 1545 · 1546 · 1547 · 1548 · 1549 · >>
<< · 1500-1509 · 1510-1519 · 1520-1529 · 1530-1539 · 1540-1549 · 1550-1559 · 1560-1569 · 1570-1579 · 1580-1589 · 1590-1599 · >>